# Paramecus
Paramecus is een geslacht van kevers uit de familie van de loopkevers (Carabidae). De wetenschappelijke naam van het geslacht is voor het eerst geldig gepubliceerd in 1829 door Dejean.

## Soorten
Het geslacht Paramecus omvat de volgende soorten:
- Paramecus breviusculus Fairmaire, 1884
- Paramecus cylindricus Dejean, 1829
- Paramecus ellipticus (Curtis, 1839)
- Paramecus laevigatus Dejean, 1829